# Raggio verde

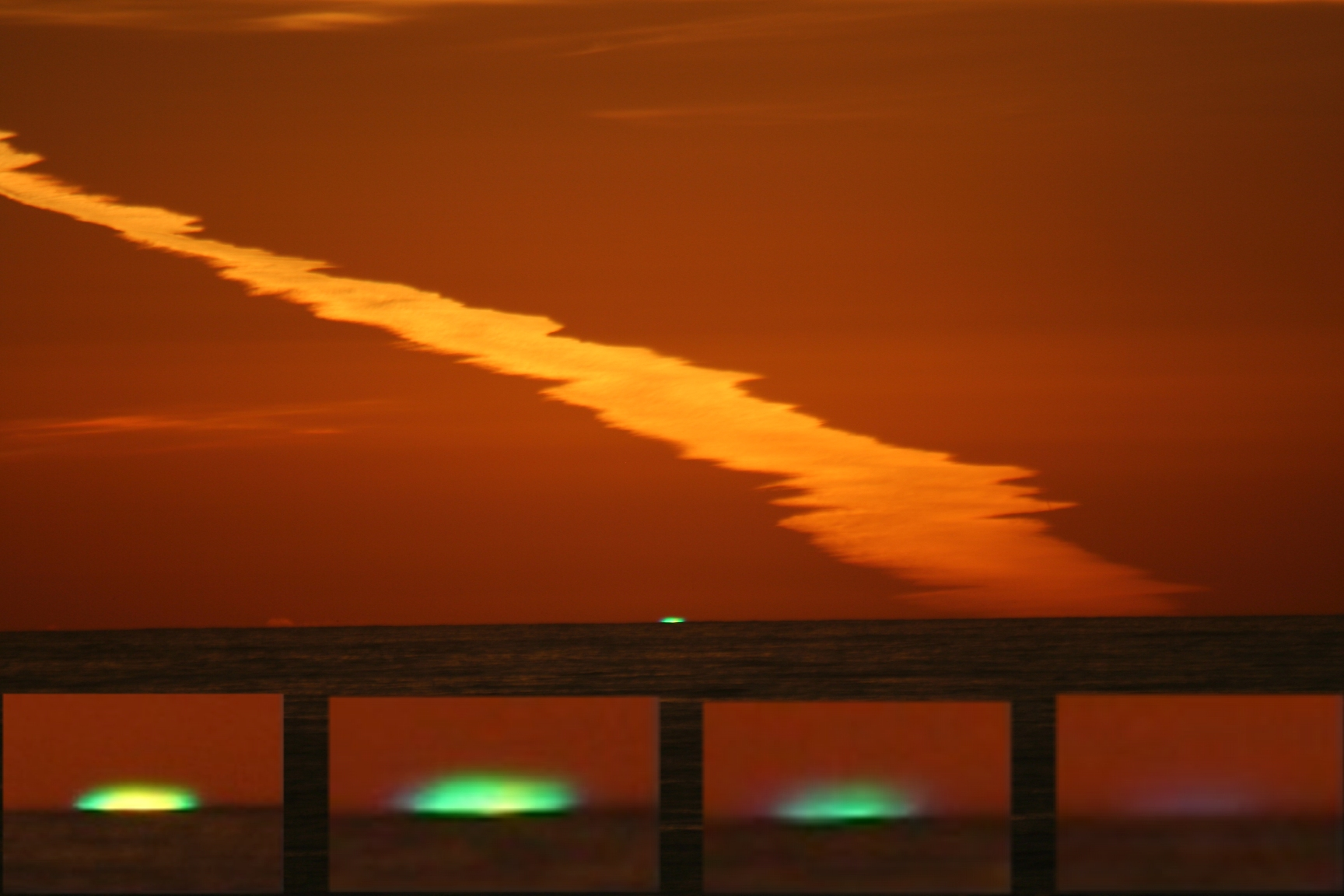
Il fenomeno del raggio verde a Santa Cruz (California)

Il raggio verde è un fenomeno ottico visibile quando il Sole, all'alba o al tramonto, crea una sottile striatura luminosa di colore verde che dura pochi istanti.
Il fenomeno è dovuto alla rifrazione della luce solare nell'atmosfera, quando i raggi solari radenti, attraversando uno strato d'aria più spesso, vengono scomposti come in un prisma nelle varie componenti colorate, fra cui quella verde si distingue per contrasto con la tonalità generale giallo-arancione del cielo.
Il colore del raggio è il verde veronese, così chiamato in onore al pittore scopritore del pigmento, Paolo Veronese. 
Fin dall'antichità varie popolazioni, tra cui caldei, babilonesi ed egizi, annotarono il fenomeno senza riuscire a spiegarne l'origine, che fu anche oggetto di elucubrazioni di Lord Kelvin nel 1893. A Jules Verne ispirò il suo romanzo Il raggio verde del 1882; a Éric Rohmer il film Il raggio verde del 1986. Il giornalista e scrittore Mario Appelius intitolò un suo resoconto di viaggio nei Caraibi Le Isole del raggio verde. Cuba, Giamaica, Haiti, Piccole Antille (Edizioni Alpes, Milano, 1929).

## Descrizione del fenomeno
Il raggio verde è un effetto ottico che consiste nella visione di una debole striatura luminosa di un'intensa tinta verde smeraldo, osservabile per qualche secondo al sorgere o al tramontare del Sole; occasionalmente può sfumare nel blu indaco, dando vita al «raggio blu».
L'origine del raggio verde è ascrivibile al fenomeno della dispersione atmosferica. Infatti, la distanza percorsa dalla luce nell'atmosfera aumenta in prossimità dell'orizzonte e quindi al momento dell'alba e del tramonto; ciò fa sì che in questi brevi periodi il Sole appaia come una serie di dischi leggermente sfasati tra di loro, che scompaiono progressivamente seguendo il grado di rifrazione delle varie componenti spettrali della luce. Così svaniscono al tramonto prima il rosso e il giallo, caratterizzati da una lunghezza d'onda maggiore, e solo dopo il verde e il blu che hanno lunghezze d'onda minori.
Diversi altri fenomeni, oltre a quello della dispersione, concorrono nel loro insieme alla formazione del raggio verde. Vi sono infatti diverse sostanze e particelle presenti nell'atmosfera, quali l'ozono, l'ossigeno, il vapore acqueo e il particolato, che assorbono selettivamente i colori rosso e arancione, favorendo quindi la visibilità del verde. In modo analogo scompare alla vista il blu per via di particolari fenomeni di interferenza ottica.

## Storia

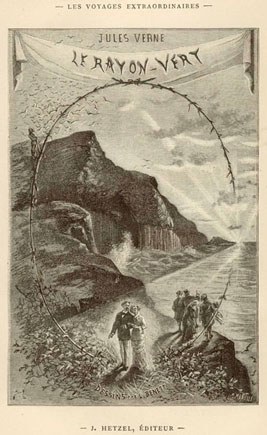
Il raggio verde, Jules Verne, frontespizio della prima edizione del 1882

Il raggio fu annotato già nell'antichità dai primi astronomi caldei, babilonesi ed egizi, che però non riuscirono a individuare i fattori che determinano il fenomeno. Gli Egizi in particolare ritenevano che il disco solare una volta sparito al di sotto dell'orizzonte si tingesse di verde smeraldo, per poi riprendere la colorazione usuale all'alba successiva.
L'interesse per le origini di questo fenomeno crebbe grazie alle diverse testimonianze di chi vi assisteva. Tra i tanti, a rimanere affascinati da questi racconti fu Jules Verne, che nel 1882 dedicò al raggio verde un romanzo, Le Rayon vert per l'appunto. La materia narrativa di Le Rayon vert attingerebbe dal folclore scozzese, secondo cui chi riesce a catturare con lo sguardo quest'effimero «raggio dell'anima» sarebbe in grado di riconoscere con chiarezza i sentimenti propri e altrui: sembra tuttavia che questa sia solo un'invenzione letteraria dell'autore e non una leggenda realmente diffusa.
Verne descrisse il raggio verde in questi termini:
Il romanzo di Verne fu decisivo per divulgare il fenomeno anche in ambito accademico, dove fu oggetto di diversi studi e dibattiti: sia Joule nel 1869 sia Lord Kelvin nel 1893 descrissero il raggio verde nei loro appunti, ritenendolo però una mera illusione ottica. Questa tesi ricevette una decisiva smentita nel Novecento, quando venne pubblicato un cospicuo corpus di opere al riguardo: tra i libri più autorevoli vi è The Green Flash and Other Low Sun Phenomena, scritto nel 1958 da D. J. K. O' Connell, che accluse al testo una corposa documentazione fotografica del fenomeno.

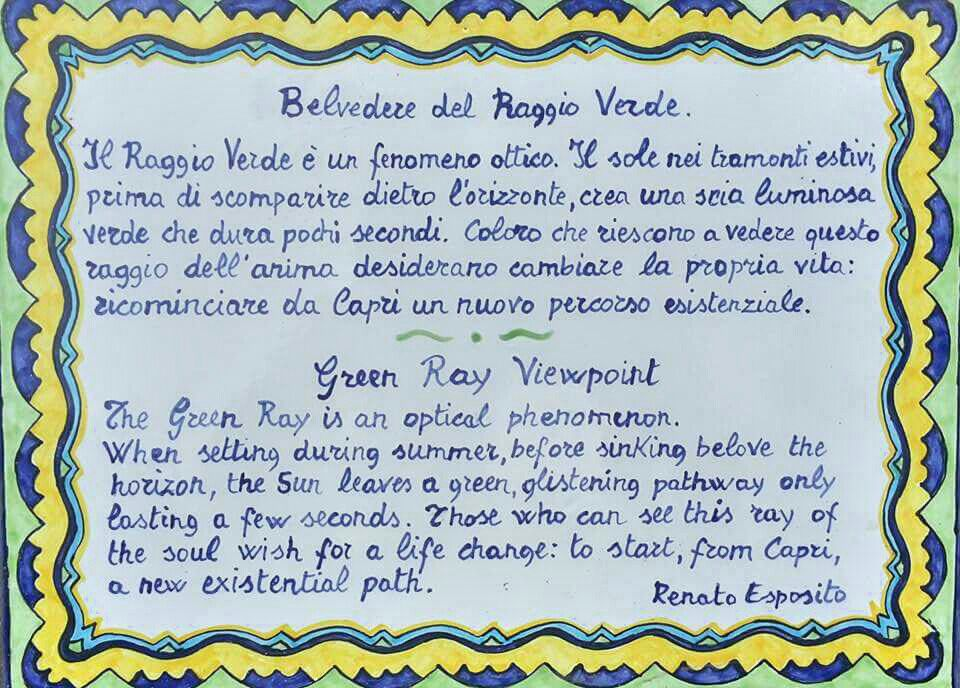
Mattonella del belvedere del Raggio Verde, a Capri

Malgrado la dimostrazione scientifica del fenomeno, questo non ha mai cessato di esercitare un certo fascino, tanto che il raggio verde, oggetto anche di un film del 1986 di Éric Rohmer, è ormai radicato nella mitologia di diverse città, fra le quali Forio d'Ischia e Capri. Il costume ischitano vuole che solo le persone pure di cuore affacciate dalla terrazza della chiesetta di Santa Maria del Soccorso siano in grado di scorgere il raggio verde. Capri ha addirittura dedicato al fenomeno un belvedere dinanzi villa Lysis, dove si ritiene sia più facile cogliere il guizzo verde sprigionato quando l'acqua e l'astro si incontrano. Il luogo è adornato anche di una mattonella in maiolica, che recita:
(Renato Esposito)
Nel film Pirati dei Caraibi - Ai confini del mondo del 2007, per recuperare Jack Sparrow dallo Scrigno di Davy Jones, i pirati Hector Barbossa, Elizabeth Swann, Will Turner, Joshamee Gibbs e il resto della ciurma, sono costretti a ribaltare la nave facendola oscillare, così da essere sott'acqua nel momento del «Verde Baleno», fenomeno che si manifesta con un lampo di luce color smeraldo al tramonto, quando il sole scompare nel mare, e che collegherebbe il mondo dei vivi a quello dei morti che sono ancora in attesa d'essere giudicati. È un palese riferimento al raggio verde, al quale molti marinai hanno attribuito nell'antichità, un qualche potere arcano.
(Will Turner, Pirati dei Caraibi - Ai confini del mondo)